# Coca-Cola Singapore Challenge 1999
Die Coca-Cola Singapore Challenge 1999 war ein Drei-Nationen-Turnier, das vom 2. bis zum 8. September 1999 in Singapur im One-Day Cricket ausgetragen wurde. Bei dem zur internationalen Cricket-Saison 1999 gehörenden Turnier nahmen die Mannschaften aus Indien, Simbabwe und den West Indies teil. Im Finale konnten sich die West Indies mit vier Wickets gegen Indien durchsetzen.

## Vorgeschichte
Indien spielte zuvor ein Drei-Nationen-Turnier in Sri Lanka, während Simbabwe und West Indies zuvor beim Cricket World Cup 1999 spielten. Dort scheiterten die West Indies in der Vorrunde und Simbabwe qualifizierte sich für die Super 6 Runde, wobei sie in der Vorrunde Indien schlagen konnten.

## Format
In einer Vorrunde spielte jede Mannschaft gegen jede ein Mal. Für einen Sieg gab es zwei, für ein Unentschieden oder No Result einen Punkt. Die beiden Gruppenersten qualifizierten sich für das Finale und spielten dort um den Turniersieg.

## Stadion
Das folgende Stadion wurde für diesen Wettbewerb vorgesehen.
| Stadion        | Stadt    | Kapazität | Spiele              |
| -------------- | -------- | --------- | ------------------- |
| Kallang Ground | Singapur |           | 1.–3. Spiel; Finale |

## Kaderlisten
Die Mannschaften benannten die folgenden Kader.
| ODI | ODI | ODI |
| Indien | Simbabwe | West Indies |
| --- | --- | --- |
| - Nikhil Chopra - Rahul Dravid - Sourav Ganguly - Ajay Jadeja - Sunil Joshi - Vinod Kambli - Amay Khurasiya - Anil Kumble - Debasis Mohanty - Mannava Prasad - Venkatesh Prasad - Sadagoppan Ramesh - Laxmi Shukla - Robin Singh - Sachin Tendulkar | - Andy Blingnaut - Alistair Campbell - Stuart Carlisle - Craig Evans - Andy Flower - Grant Flower - Murray Goodwin - Neil Johnson - Pommie Mbangwa - Henry Olonga - Paul Strang - Andy Whittall - Craig Wishart | - Jimmy Adams - Hendy Bryan - Sherwin Campbell - Shivnarine Chanderpaul - Mervyn Dillon - Wavell Hinds - Ridley Jacobs - Reon King - Brian Lara - Nixon McLean - Nehemiah Perry - Ricardo Powell - Courntey Walsh |

## Spiele

### Vorrunde
Tabelle
| Teams       | Sp. | S | N | U | R | NR | BP | Punkte | NRR    |
| ----------- | --- | - | - | - | - | -- | -- | ------ | ------ |
| West Indies | 2   | 2 | 0 | 0 | 0 | 0  | 0  | 4      | +1.039 |
| Indien      | 2   | 1 | 1 | 0 | 0 | 0  | 0  | 2      | +1.125 |
| Simbabwe    | 2   | 0 | 2 | 0 | 0 | 0  | 0  | 0      | −1.945 |

Sieg: 2 Punkte; Remis: 1 Punkte
Spiele
| 2. September Scorecard | Singapur | Simbabwe 244-9 (50)               | – | West Indies 247-4 (43.4) |
|                        |          | West Indies gewinnt mit 6 Wickets |   |                          |

| 4. September Scorecard | Singapur | Indien 245-6 (30/30)        | – | Simbabwe 130-8 (29/29) |
|                        |          | Indien gewinnt mit 115 Runs |   |                        |

| 5. September Scorecard | Singapur | West Indies 196-7 (30/30)       | – | Indien 154-8 (30/30) |
|                        |          | West Indies gewinnt mit 42 Runs |   |                      |

### Finale
| 7. September Scorecard | Singapur | Indien 149-6 (38.2) | – | West Indies |
|                        |          | No Result           |   |             |

| 8. September Scorecard | Singapur | Indien 254-6 (50)                 | – | West Indies 255-6 (47.4) |
|                        |          | West Indies gewinnt mit 4 Wickets |   |                          |